# Расмуссен, Хальфдан
Хальфдан Ведель Расмуссен (дат. Halfdan Wedel Rasmussen; 29 января 1915, Копенгаген — 2 марта 2002) — датский поэт и левый активист. Участник Движения Сопротивления во время нацистской оккупации. Один из самых читаемых датских литераторов, известен своими стишками для детей в духе литературы абсурда и серьёзными произведениями для взрослых, посвящёнными социальным проблемам и правам человека. Лауреат ряда крупных наград, в 1965 году он был удостоен премии Министерства культуры в области детской книги (Kulturministeriets Børnebogspris).

## Жизнь и творчество
Расмуссен был бойцом Сопротивления во время немецкой оккупации. Летом 1942 года он снял коттедж в Энгестофте у будущей героини датского Сопротивления Моники Вихфельд, разделив его с журналистом Хильмаром Вульфом и его новой женой, учительницей Карен Ингой Петерсен.
Стал очень известным и уважаемым автором, едва не национальным поэтом Дании. Широкую известность получил как автор протестных стихотворений остросоциальной и антивоенной тематики, написанных зачастую в жанре политической сатиры. Первые сборники Хальфдана Расмуссена — «Солдат или человек» (1941) и «Скрытый лик» (1943) — трактуют тему существования в условиях фашистской оккупации и протестуют против пассивной покорности злу.
После войны поэт стал больше внимания уделять абсурдистским произведениям для детей в жанре литературного нонсенса. Детские книги, созданные Расмуссеном в соавторстве с иллюстратором Ибом Спанг-Олсеном, стали популярны благодаря своим искромётному юмору и изощрённой игре слов. «Букварь Хальфдана», изданный в 1967 году, входит в «Культурный канон Дании».
Одно из его стихотворений, «Икке Бёдлен» (Ikke Bødlen), было отмечено как одно из лучших стихотворений о правах человека в книге, изданной в 1979 году отделением Amnesty International в Дании, и позднее было переведено в первый куплет песни Роджера Уотерса Each Small Candle («Каждая маленькая свеча»).

## Политика
Расмуссен присоединился к анархо-синдикалистскому движению ещё в раннем возрасте, а с 20 лет он сотрудничал в синдикалистском еженедельнике Arbejdet («Работа»). В начале 1960-х годов он отредактировал и опубликовал мемуары революционного синдикалиста Кристиана Кристенсена. Позднее Расмуссен также принимал активное участие в датском антиядерном движении, кампаниях против членства в ЕС и в Amnesty International.

## Награды
- 1958 — <a href="https://en.wikipedia.org/wiki/De_Gyldne_Laurb%C3%A6r" rel="mw:ExtLink" title="De Gyldne Laurbær" class="cx-link" data-linkid="144">De Gyldne Laurbær</a> за «Торс: Стихи и рисунки из Греции»
- 1965 — Премия Министерства культуры за детскую книгу (<i id="mw8g">Kulturministeriets Børnebogspris</i>).
- 1978 — Herman Bangs Mindelegat
- 1988 — Гран-при Датской академии (Det Danske Akademis Store Pris).